# PGC 61237
LEDA/PGC 61237 ist eine linsenförmige Galaxie vom Hubble-Typ SB0 im Sternbild Pfau am Südsternhimmel, die schätzungsweise 214 Millionen Lichtjahre von der Milchstraße entfernt ist. Gemeinsam mit NGC 6483 bildet sie ein gravitativ gebundenes Galaxienpaar. Sie ist Mitglied der vier Galaxien zählenden NGC 6483-Gruppe (LGG 415).